# MTOR
La MTOR o mTOR, acronimo di mechanistic target of rapamycin, bersaglio meccanicistico della rapamicina (precedentemente noto come mammalian target of rapamycin, bersaglio della rapamicina nei mammiferi), è una protein-chinasi che fosforila serina e treonina che regola la crescita, la proliferazione, la motilità e la sopravvivenza delle cellule, la sintesi proteica e la trascrizione.

## Funzioni biologiche
La mTOR integra lo stimolo proveniente da percorsi superiori, inclusi insulina, fattori crescita (come IGF-1 e IGF-2), PAF e mitogeni. La mTOR inoltre percepisce anche i nutrienti cellulari, i livelli di energia e lo stato redox. Il pathway della mTOR appare sregolato in diverse patologie umane, specialmente in alcuni tipi di cancro. La rapamicina è un immunosoppressore che può inibire la mTOR associandosi col suo recettore intracellulare (FKBP12 o ciclofilina A). Il complesso FKBP12-rapamicina si lega direttamente al dominio di legame per FKBP12-rapamicina sulla mTOR. Sembra che questo sia lo stesso sito di legame dove la mTOR può legare l'acido fosfatidico, un secondo messaggero derivato dall'idrolisi della fosfatidilcolina ad opera della fosfolipasi D.
La mTOR è oggetto di diversi studi di laboratorio, poiché la sua inibizione farmacologica è risultata essere un potente mezzo per sopprimere la crescita di molti tipi di tumori, come la leucemia, le mielodisplasie, il glioblastoma, il carcinoma mammario, epatico e pancreatico. Oltre alla rapamicina, infatti, sono già stati elaborati alcuni farmaci sperimentali specifici per la mTOR.

### Ruolo nell'obesità
La mTOR ha un ruolo di rilevanza nella regolazione del bilancio energetico del corpo e del suo peso. È attivata dagli aminoacidi, dal glucosio e dall'insulina e altri ormoni che regolano il metabolismo. La mTOR funge da sensore ipotalamico per la leucina in particolare, ma anche per altri aminoacidi. Tramite la somministrazione centrale di leucina, la mTOR entra in azione a livello dell'ipotalamo e diminuisce la sensazione di appetito.

## Complessi
La mTOR è subunità catalitica di due complessi molecolari denominati mTORC1 e mTORC2.

### mTORC1
mTOR Complex 1 (mTORC1) è composto da mTOR, dalla proteina G regolatoria di mTOR chiamata Rheb, da una proteina simile alla subunità beta della proteina LST8/G dei mammiferi (mLST8/GβL) e da PRAS40 e DEPTOR, recentemente identificati. Questo complesso è caratterizzato dalle classiche caratteristiche di mTOR poiché funziona da sensore per nutrienti, energia, livello redox e controlla la sintesi proteica. L'attività di questo complesso è stimolata da insulina, fattori di crescita, siero, acido fosfatidico, aminoacidi (in particolare la leucina) e stress ossidativo.
mTORC1 è inibito da un basso livello di nutrienti, da una carenza di fattori di crescita, da stress reduttivo, dalla caffeina, dalla rapamicina, dall'acido farnesiltiosalicilico e dalla curcumina. I due bersagli di mTORC1 meglio caratterizzati sono la protein-chinasi 1 p70-S6 (S6K1) e 4E-BP1, ovvero la proteina che lega il fattore eucariotico di iniziazione 4E. mTORC1 fosforila S6K1 su almeno due residui, causando per lo più la modificazione di un residuo di treonina (T389). Questo evento stimola la successiva fosforilazione di S6K1 ad opera di PDK1. La S6K1 attiva può ora stimolare l'inizio della sintesi proteica attraverso l'attivazione della proteina ribosomiale S6, un componente del ribosoma, e altri componenti dell'apparato trascrizionale. S6K1 può anche partecipare in un circuito di feedback positivo con mTORC1 fosforilando il dominio negativo di regolazione di mTOR su due siti, il che sembra stimolare l'attività di mTOR.
È stato dimostrato che mTORC1 fosforila almeno quattro residui di 4E-BP1 in maniera gerarchica. 4E-BP1 non fosforilato si lega strettamente al fattore iniziante la traduzione eIF4E e previene il suo legame all'mRNA e il loro reclutamento al complesso di iniziazione ribosomiale. Sotto fosforilazione ad opera di mTORC1, 4E-BP1 rilascia eIF4E, permettendogli di svolgere la sua funzione. L'attività di mTORC1 sembra essere regolata da un'interazione dinamica tra mTOR e Raptor, mediata da GβL. Raptor e mTOR condividono una forte interazione nella regione N-term e una debole interazione a C-term vicino al domino chinasico di mTOR. Quando sono avvertiti segnali stimolatori, come alti livelli di nutrienti o di energia, l'interazione tra mTOR e Raptor a C-term è indebolita e possibilmente completamente persa, permettendo l'attivazione dell'attività chinasica di mTOR. Quando i segnali stimolatori sono rimossi, ad esempio se vi sono bassi livelli di nutrienti, l'interazione tra mTOR e Raptor a C-term è rinforzata, disattivando fortemente la funzione chinasica di mTOR.
In aggiunta agli aminoacidi ed al glucosio, anche gli acidi grassi possono regolare il complesso mTORC1. Nel cuore, ad esempio, gli acidi grassi liberi sono potenti attivatori della cascata che conduce alla sua attivazione. In questo caso l'attivazione di mTOR è la conseguenza dell'inibizione della protein-chinasi attivata dall'adenosina monofosfato (AMPKalpha), implicata nel controllo energetico cellulare. Nel tessuto cardiaco, un'aumentata ossidazione degli acidi grassi porta a una riduzione della ratio AMP/ATP, il che inibisce la chinasi AMPKalpha. 
Questa a sua volta, può modulare la trasduzione TORC1-dipendente con almeno due modalità.
Nel primo caso essa fosforila la proteina TSC2; nel secondo, fosforila direttamente mTOR. In ambo i casi, si ha attivazione della funzione di queste proteine.
Nel caso dell'esercizio fisico, oltre alla stimolazione dovuta alla maggiore captazione di aminoacidi a livello delle cellule muscolari, il controllo di TORC-1 potrebbe in parte dipendere dall'asse fosfolipasi D/acido fosfatidico (PLD2/PA). È riportato da uno studio, infatti, che la stimolazione meccanica di preparazioni muscolari ex vivo porta ad attivare la funzione enzimatica della PLD, accumulo di acido fosfatidico ed aumentato funzionamento del complesso TORC-1

### mTORC2
mTOR Complex 2 (mTORC2) è composto da mTOR, da Rictor, da GβL e dalla proteina 1 che interagisce con le chinasi dei mammiferi attivate da stress (MAPKAPK-1). È stato mostrato che mTOR ha un'importante funzione regolatoria del citoscheletro attraverso la stimolazione di fibre di F-actina. mTORC2 inoltre sembra possedere l'attività che prima era attribuita a una protein-chinasi conosciuta come "PDK2" o seconda chinasi dipendente dai fosfoinositidi (Phosphoinositide-Dependent Kinase 2). mTORC2 fosforila la chinasi serina/treonina Akt/PKB sul residuo di serina S473. La fosforilazione di questa serina comporta piena attivazione di Akt. La curcumina, tra le sue varie azioni, può contribuire all'inibizione della fosforilazione del residuo S473.
mTORC2 sembra essere regolato da insulina, fattori di crescita, siero e livelli di nutrienti. Originariamente mTORC2 fu identificato come un'entità non sensibile a rapamicina, poiché un'alta esposizione a rapamicina non influiva sull'attività di mTORC2 o sulla fosforilazione di Akt. Ad ogni modo successivi studi hanno mostrato che, almeno in alcune linee cellulari, l'esposizione cronica alla rapamicina, sebbene non dà effetti sugli mTORC2 preesistenti, può legare a mTOR libero, inibendo così la formazione di nuovi mTORC2.